# 1597 en science
| Années de la science : 1594 - 1595 - 1596 - 1597 - 1598 - 1599 - 1600    |
| Décennies de la science : 1560 - 1570 - 1580 - 1590 - 1600 - 1610 - 1620 |

Cet article présente les faits marquants de l'année 1597 en science.

## Événements
- 30 mai : Galilée écrit dans une lettre à Jacopo Mazzoni qu'il se rallie au système de Copernic ; le 30 août il réaffirme son ralliement dans une lettre à Johannes Kepler[1].
- 1er novembre : retour à Amsterdam de l'expédition arctique de Willem Barentsz sans ce dernier, mort en route[2].

- Le thermoscope de Galilée permet de mesurer la température (1593-1597)[3].
- Galilée améliore et fabrique un compas de proportion[1].

- Dans une lettre à Johannes Kepler, Michael Maestlin écrit le premier calcul connu de la longueur d'un segment divisé par le nombre d'or où il donne la valeur « environ 0,6180340 »[4].

- L’astronome danois Tycho Brahe s’installe en Bohême sous la protection de Rodolphe II[5]. Ses observations permanentes du ciel lui permettent d’établir des mesures précises du mouvement des astres, sur lesquelles peuvent être fondés des calculs surs.

- Vers 1595-1597 : Pieter Dirkszoon Keyser et Frederick de Houtman définissent 12 constellations dans l’hémisphère sud, découverte reprise plus tard par Johann Bayer en 1603 dans son œuvre Uranometria[6]. Ces constellations sont Oiseau de paradis, Caméléon, Dorade, Grue, Hydre mâle, Indien, Mouche, Paon, Phénix, Triangle austral, Toucan et Poisson volant.

## Publications
- Giovanni Paolo Gallucci : délia fabrica eduso di diversi stromenti di Astronomia e Cosmographia. Venetia, (1597).
- John Gerard : Great Herball, or Generall Historie of Plantes, 1957, Londres. Adapté de l'œuvre de Dodoens, il contient la première (ou l'une des premières) représentation de la pomme de terre.
- Andreas Libavius : Alchimie, considéré comme l'un des premiers livres de chimie systématique.
- Adrien Romain :
  - Sur Archimède : in Archimedis circuli dimensionem expositio et analysis ; Apologia pro Archimede ad J. Scaligerum, publié avec Exercitationes Cyclicæ contra J. Scaligerum, O. Finæum et R. Ursum, in decem dialogos distinctæ, imprimé à Genève, 1597, mais indiqué comme étant imprimé à Wurzbourg.
  - Contre Scaliger : Exercitationes cyclicae contra Josephum Scaligerum, Orontium Finaeum et Raymarum Ursum (Contre Scaliger et ses prétentions cyclométriques), publié à Wurzbourg, 1597, par Adriano Romano avec pro Archimede.
- Gasparo Tagliacozzi : De Curtorum Chirurgia per Insitionem Libri Duo, Venedig, 1597.
- Nicolas Raimarus Ursus : De hypothesibus astronomicis, 1597, Prague.

## Naissances
- 1er mars : Jean-Charles della Faille (mort en 1652), jésuite et mathématicien brabançon.
- 13 avril : Giovanni Battista Hodierna (mort en 1660), astronome italien.
- 5 septembre : Raffaello Magiotti (mort en 1656), mathématicien et astronome italien.

## Décès

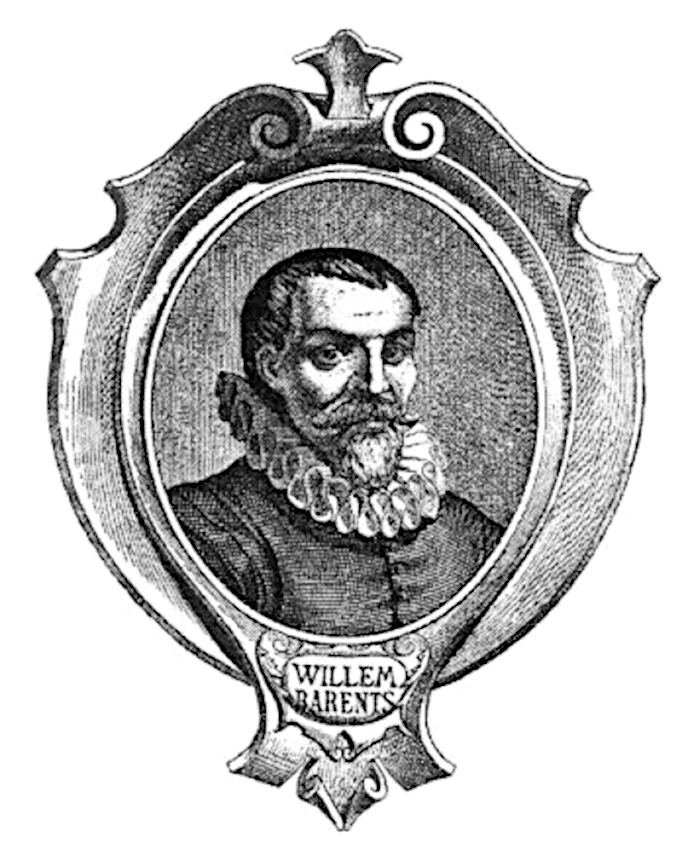
Willem Barentsz

- 6 février : Francesco Patrizi (né en 1529), savant vénitien.
- 20 juin
  - Willem Barentsz (né en 1550), navigateur et explorateur néerlandais, pionnier des expéditions dans les eaux du Grand Nord.
  - François Ravlenghien (né en 1539), linguiste flamand.